# Penzing (Wenen)
Penzing is het 14ste district van Wenen. Het district ligt in het westen van Wenen.

## Geschiedenis
Het gebied van het hedendaagse district, met uitzondering van Hadersdorf-Weidlingau, werd op 1 januari 1892 opgenomen in de stad Wenen.

## Wijken

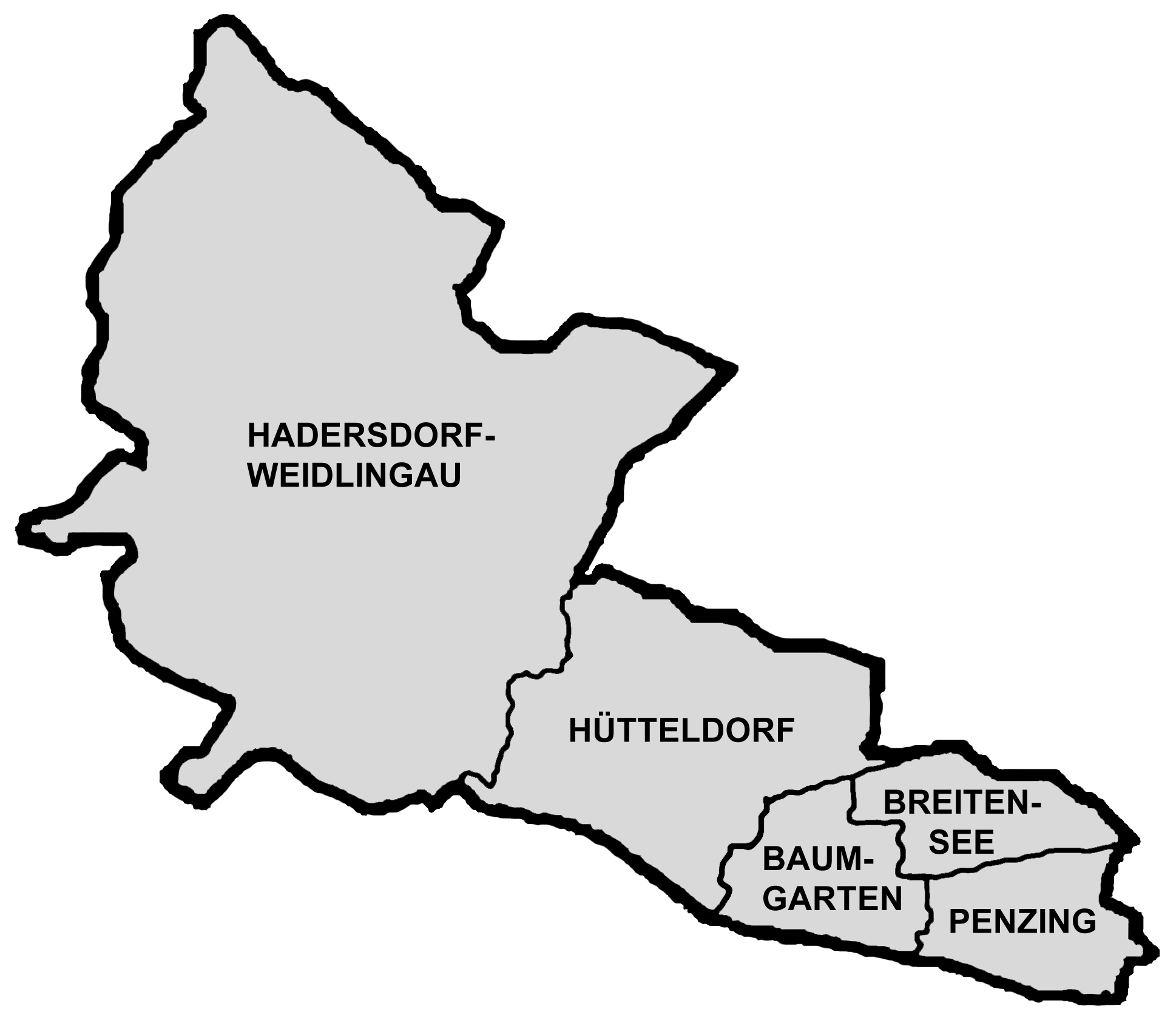
Penzing werd gevormd uit 5 voorheen onafhankelijke gemeenschappen.

- Penzing,
- Breitensee,
- Baumgarten,
- Hütteldorf en
- Hadersdorf-Weidlingau.

## Bezienswaardigheden
- Kerk aan het Steinhof
- Schloss Laudon
- Palais Cumberland
- Technisches Museum Wien
- Dehnepark: natuurpark van ongeveer 50.000 m², voorheen eigendom van filmacteur en regisseur Willi Forst, onderdeel van de Wienerwald

## Afbeeldingen

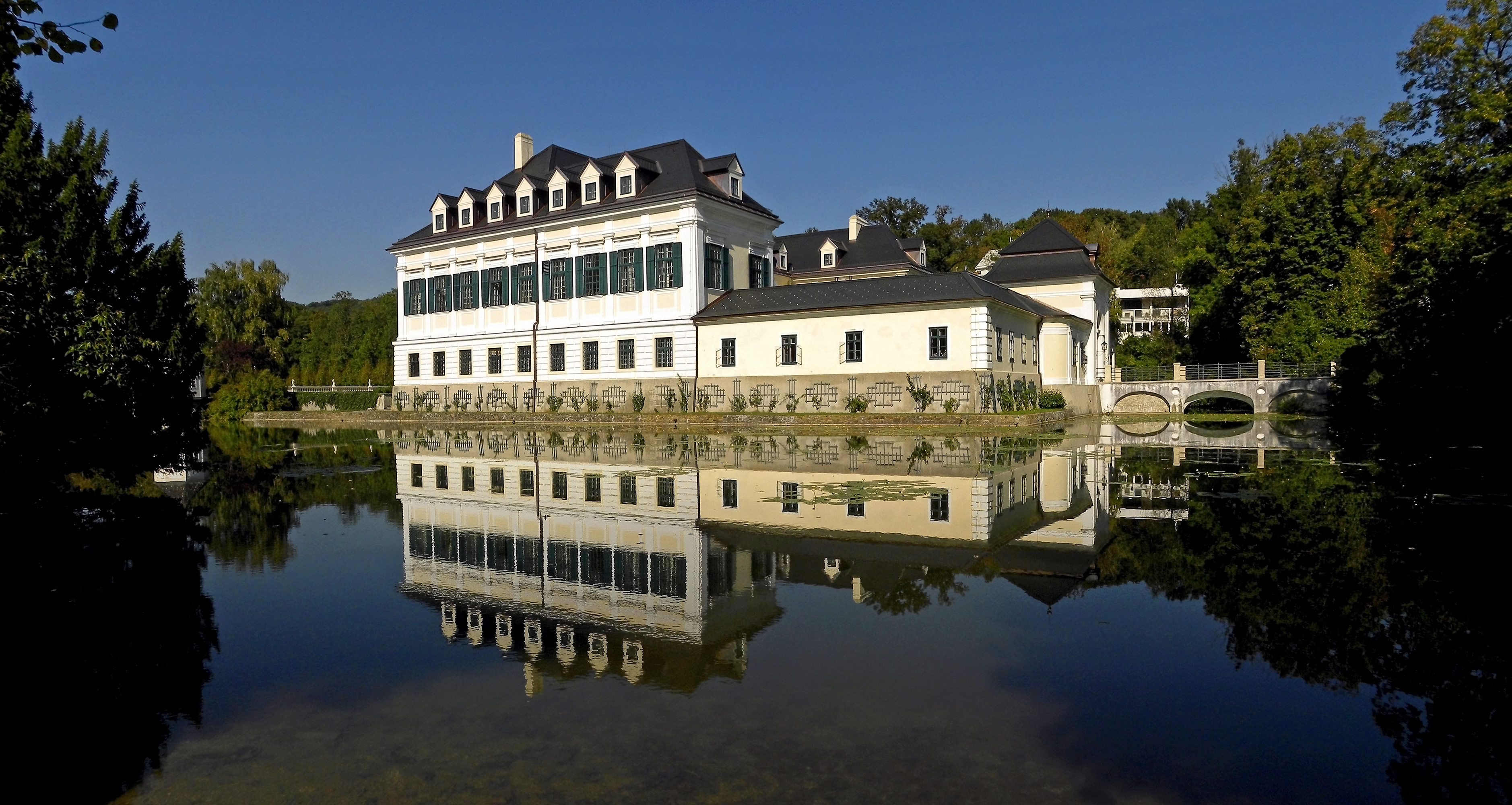
Schloss Laudon
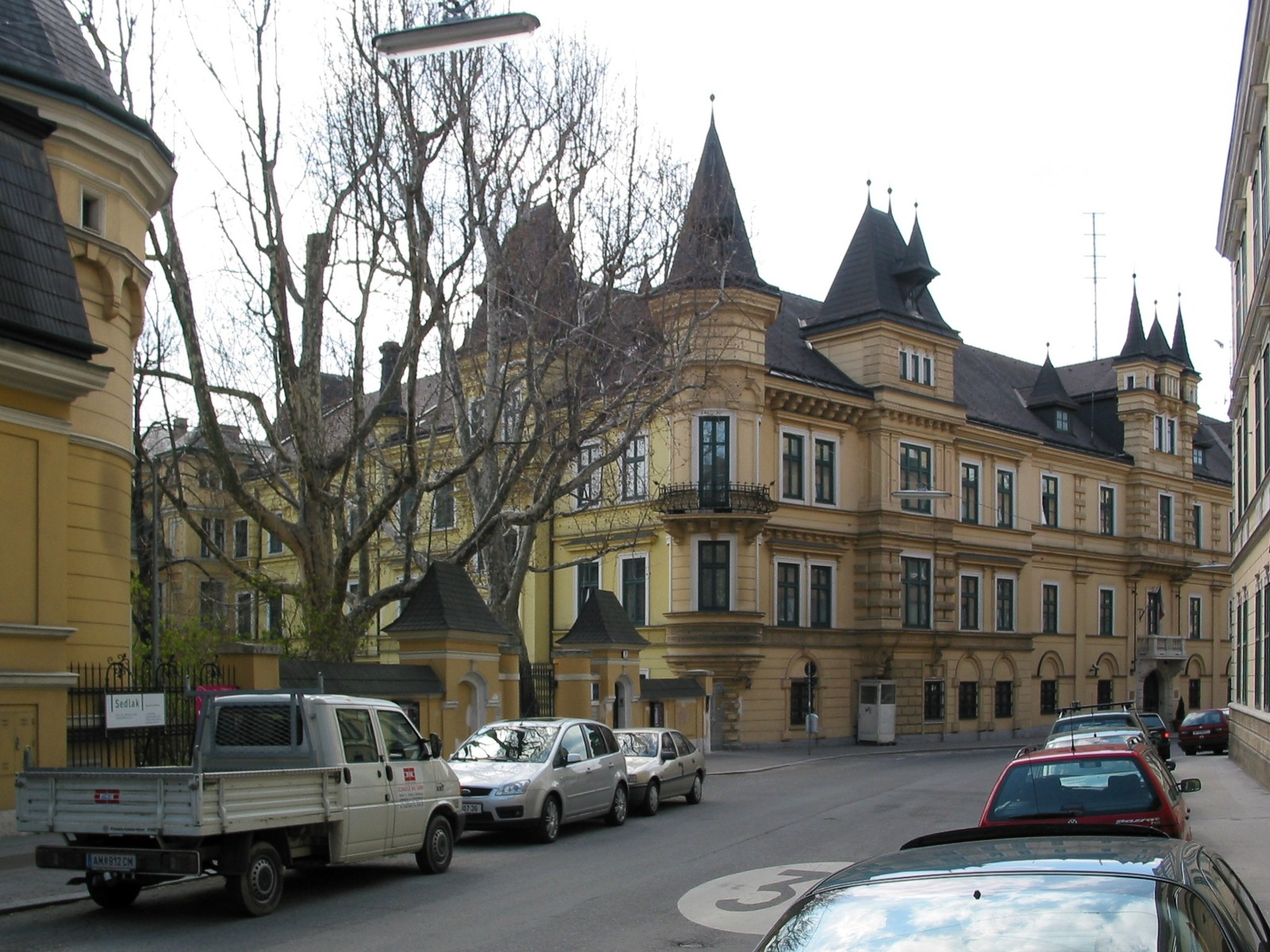
Palais Cumberland
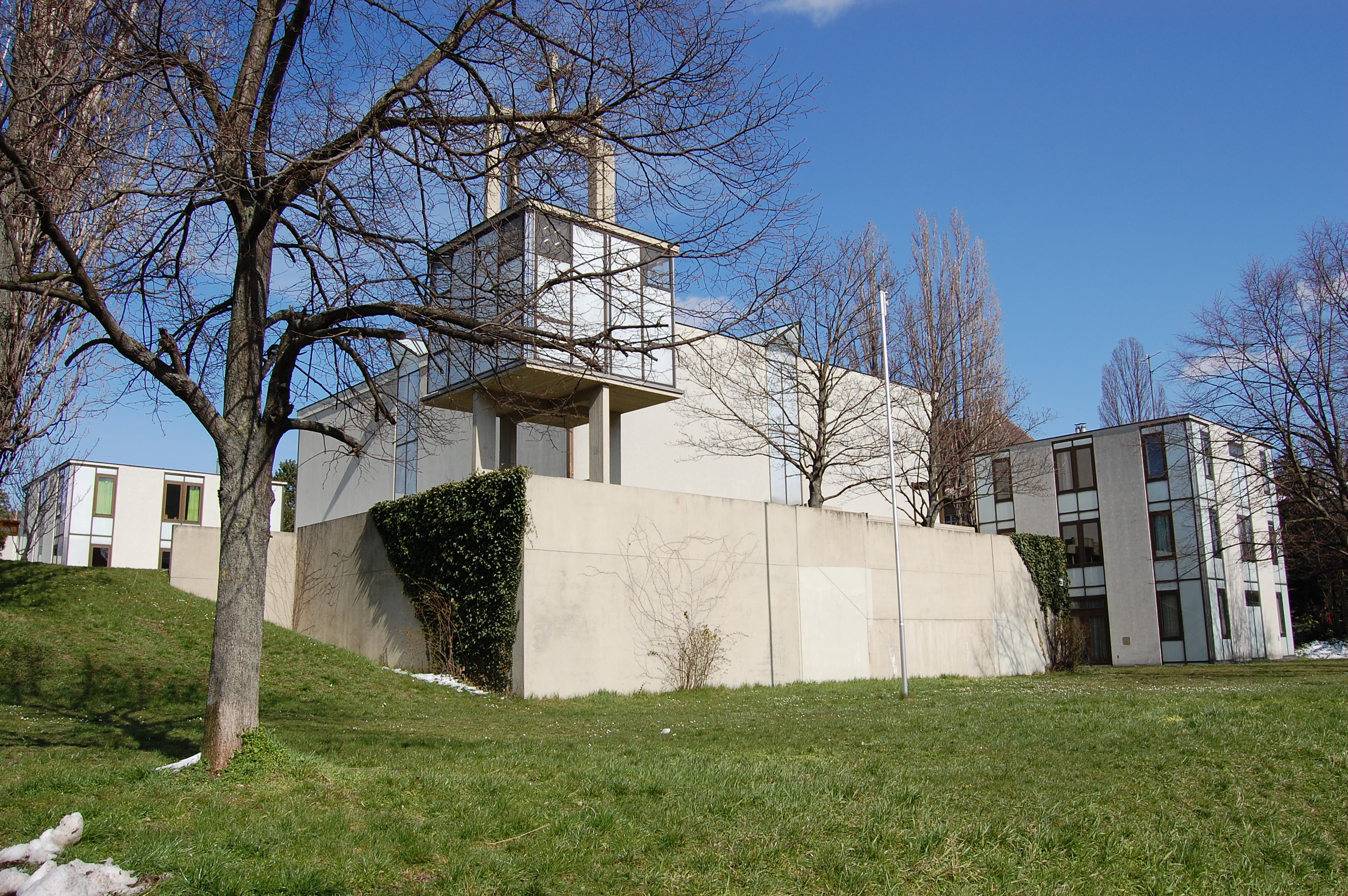
Kerk in Oberbaumgarten
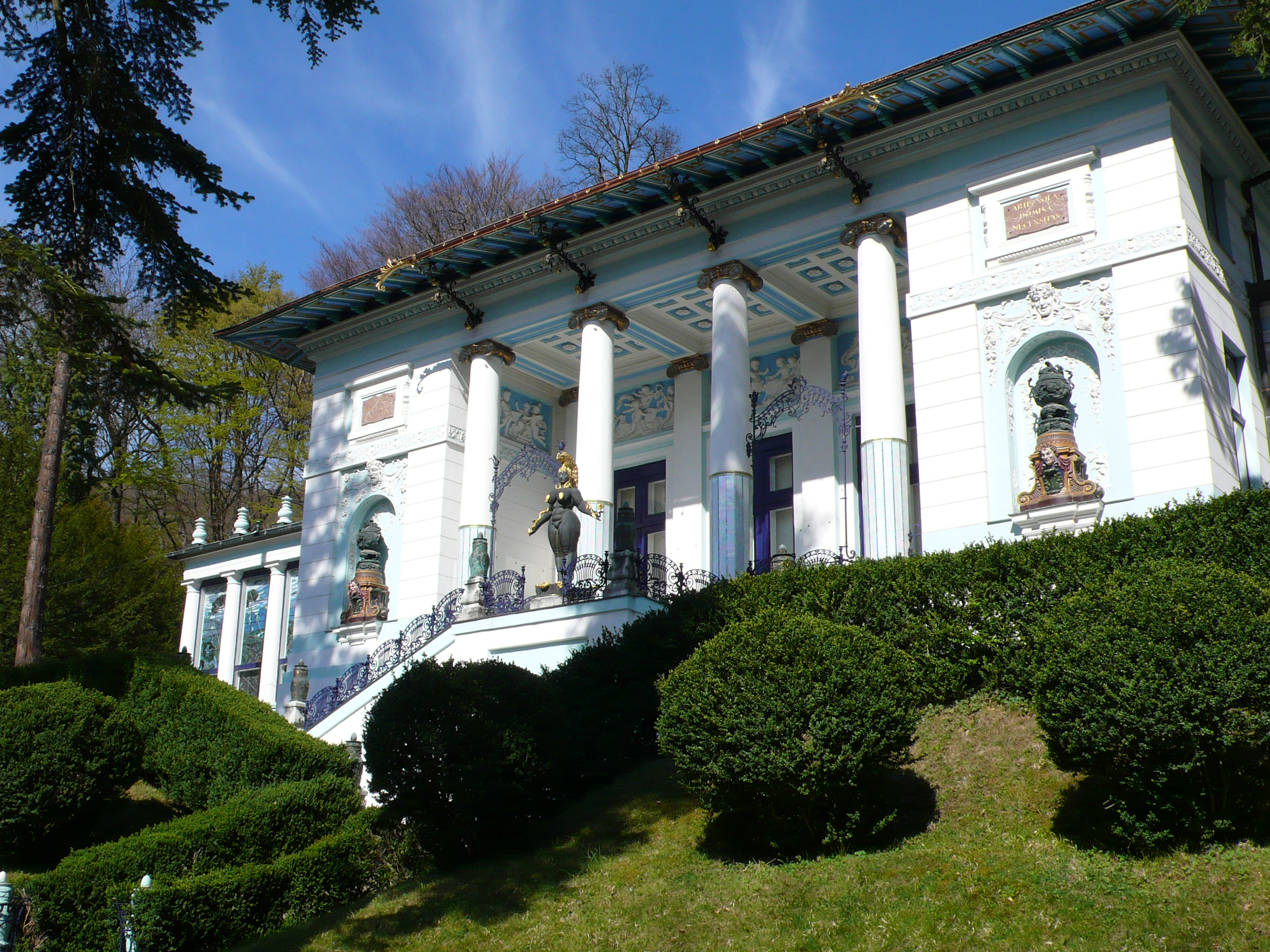
Villa Wagner I
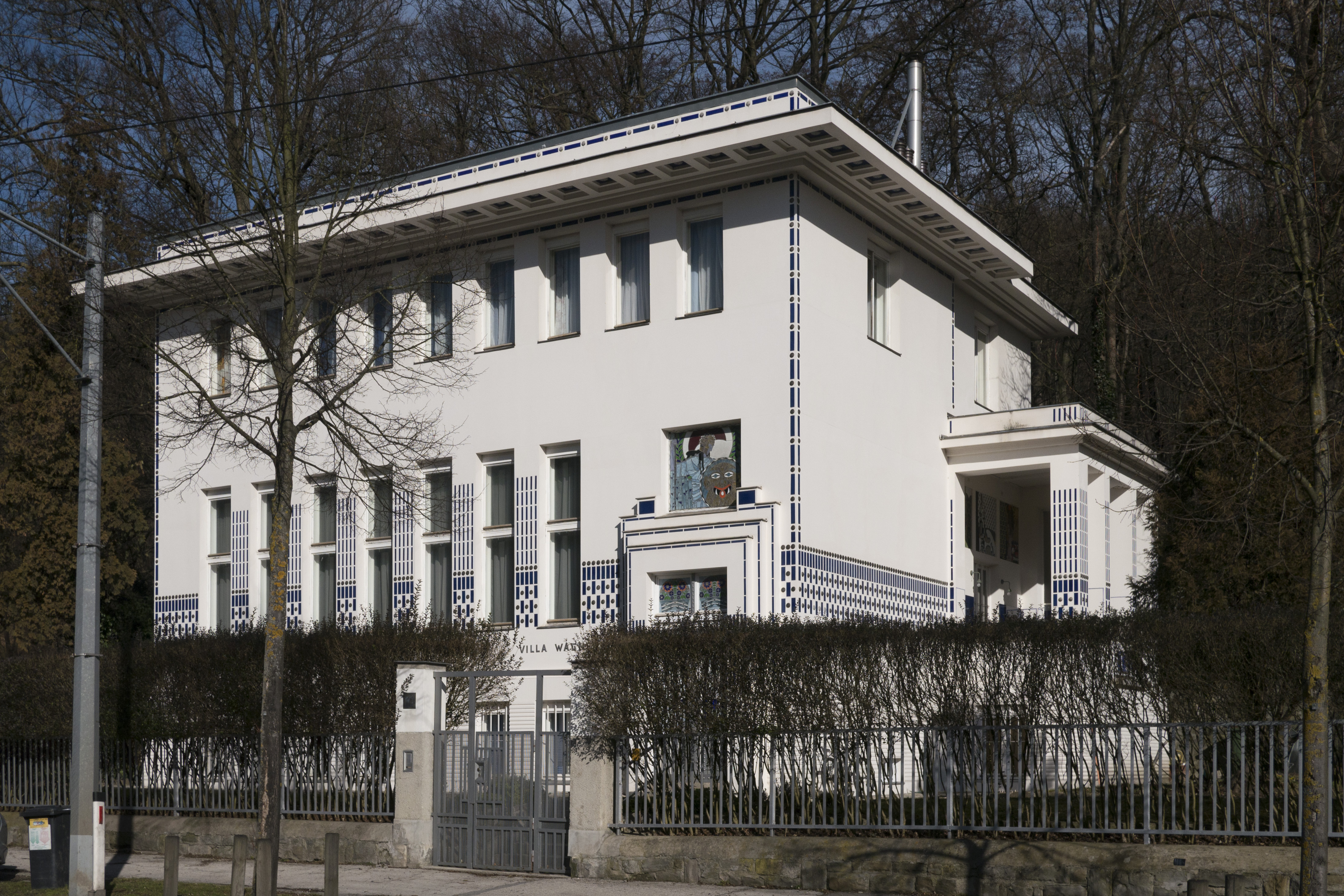
Villa Wagner II

## Sport
- Het Allianz Stadion in Penzing is de thuishaven van Rapid Wien.
- Sportklub Slovan Wien is een voetbalclub uit het stadsdeel.

1 Innere Stadt · 2 Leopoldstadt · 3 Landstraße · 4 Wieden · 5 Margareten · 6 Mariahilf · 7 Neubau · 8 Josefstadt · 9 Alsergrund · 10 Favoriten · 11 Simmering · 12 Meidling · 13 Hietzing · 14 Penzing · 15 Rudolfsheim-Fünfhaus · 16 Ottakring · 17 Hernals · 18 Währing · 19 Döbling · 20 Brigittenau · 21 Floridsdorf · 22 Donaustadt · 23 Liesing